# Goldene Kothen
Goldene Kothen ist eine Ortslage im Norden der bergischen Großstadt Wuppertal.

## Lage und Beschreibung
Die Ortslage liegt im Süden des Wohnquartiers Dönberg im Stadtbezirk Uellendahl-Katernberg auf einer Höhe von 279 m ü. NHN an der Straße Am Langen Bruch westlich von Langenbruch. An Goldene Kothen führt ein Stichweg zum Wohnplatz Langenbruch vorbei. Der Name Goldene Kothen ist als eigenständige Bezeichnung für diese Ortslage mehrheitlich nicht mehr im Bewusstsein der Bevölkerung vorhanden.
Weitere benachbarte Orte sind neben Dönberg die Höfe und Ortslagen Am Hasenkamp, Im Siepen, Am Neuen Haus, Schmitzberg, Adamshäuschen, Neuenbaum, Katzenbruch und Halfmannsberg.

## Geschichte
In der lokalen Mundart wurde der Ort als Göllenkothen bezeichnet.
Im 19. Jahrhundert gehörte Goldene Kothen zu den Außenortschaften der Bauerschaft und der Kirchengemeinde Dönberg in der Bürgermeisterei Hardenberg, die 1935 in Neviges umbenannt wurde. Damit gehörte es von 1816 bis 1861 zum Kreis Elberfeld und ab 1861 zum alten Kreis Mettmann. 
Im Gemeindelexikon für die Provinz Rheinland von 1888 werden für Goldene Kothen ein Wohnhaus mit acht Einwohnern angegeben.
Mit der Kommunalreform von 1929 wurde der südliche Teil Dönbergs von Neviges abgespalten und mit weiteren, außerhalb von Dönberg liegenden Nevigeser Ortschaften in die neu gegründete Stadt Wuppertal eingemeindet, so auch Goldene Kothen. Nördlich von Goldene Kothen verlief bis 1975 die Stadtgrenze zwischen Wuppertal und Neviges, südlich davon bis 1929 die von Neviges zu Elberfeld. Durch die nordrhein-westfälische Gebietsreform kam Neviges mit Beginn des Jahres 1975 zur Stadt Velbert und das restliche Dönberg wurde ebenfalls in Wuppertal eingemeindet. Dadurch verlor Goldene Kothen seine Grenzlage.